# Pastoratskod
Pastoratskod är en sexsiffrig sifferkombination som används för att identifiera pastorat inom Svenska kyrkan, till exempel i databaser. Varje pastorat har en egen pastoratskod.
De första två siffrorna står för stiftet. De två följande anger vilket kontrakt inom stiftet pastoratet ingår i. Pastoratskoden kallas även SKP-kod (Stift, Kontrakt, Pastorat).
Liknande koder finns för län, kommuner och församlingar.

## Exempel
Följande är koden för Kramfors pastorat:100113. 10 är stiftskod för Härnösands stift och 1001 är kontraktskod för Ådalens kontrakt.